# Ptycholepis
Lo pticolepide (gen. Ptycholepis) è un pesce osseo estinto, appartenente ai condrostei. Visse tra il Triassico medio e il Giurassico inferiore (circa 240 - 185 milioni di anni fa) e i suoi resti fossili sono stati ritrovati in Europa e in Nordamerica.

## Descrizione
Questo pesce possedeva un corpo relativamente snello e allungato, e allo stadio adulto poteva raggiungere i 30 centimetri di lunghezza. Il cranio era dotato di ossa ornate da creste di ganoina, mentre la dentatura era costituita da elementi posizionati nella zona posteriore della bocca; le mascelle, tuttavia, erano piuttosto robuste. Le pinne (sia quelle pari che quelle dispari) erano relativamente grandi, mentre la pinna caudale era eterocerca ma quasi simmetrica e profondamente biforcuta. Il corpo era coperto da scaglie spesse, di forma romboidale allungata, molto più lunghe che profonde e scanalate longitudinalmente sul lato esterno. 

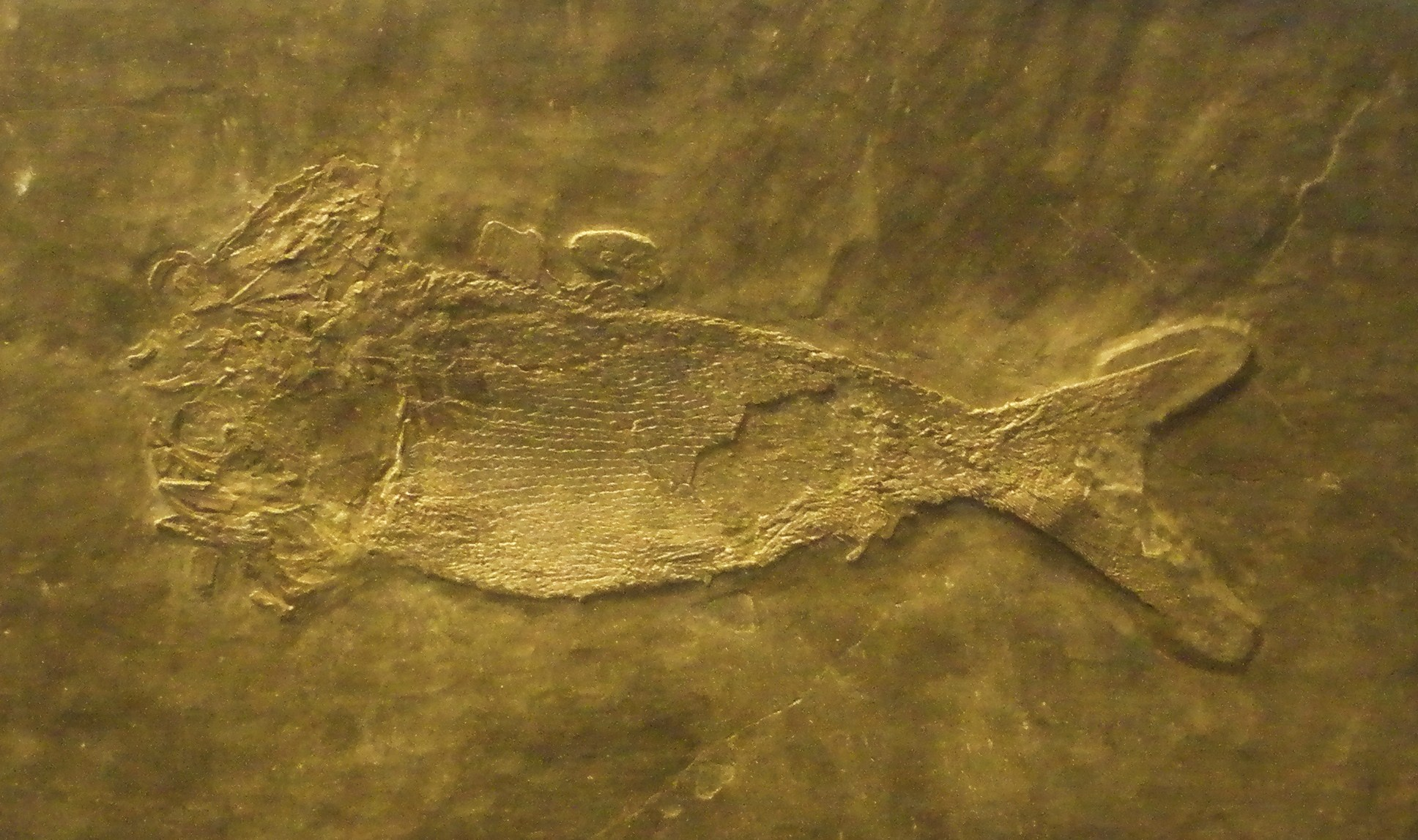
Fossile di Ptycholepis barboi

## Classificazione
Ptycholepis è stato a lungo considerato un rappresentante dei paleonisciformi, il più arcaico e antico gruppo di pesci ossei. Successive classificazioni hanno permesso di avvicinarlo all'origine dei condrostei, il gruppo di pesci a cui appartiene anche lo storione. Ptycholepis è apparso nel Triassico medio (Anisico/Ladinico, circa 240 milioni di anni fa); le specie più antiche, come Ptycholepis barboi, P. magnus, P. priscus e P. schaefferi, sono state ritrovate nel ben noto giacimento di Besano / Monte San Giorgio, tra Italia e Svizzera. Nel Triassico superiore sono note altre specie come P. avus, rinvenuta presso Raibl (Italia nordorientale), e P. marshi, rinvenuta negli Stati Uniti orientali. Nel corso del Giurassico inferiore sono note numerose specie dei giacimenti francesi, inglesi (ad esempio Lyme Regis) e tedeschi (Holzmaden): P. monilifer, P. curtus, P. gracilis, P. minor e P. bollensis. Un altro genere forse affine è Boreosomus, del Triassico inferiore.

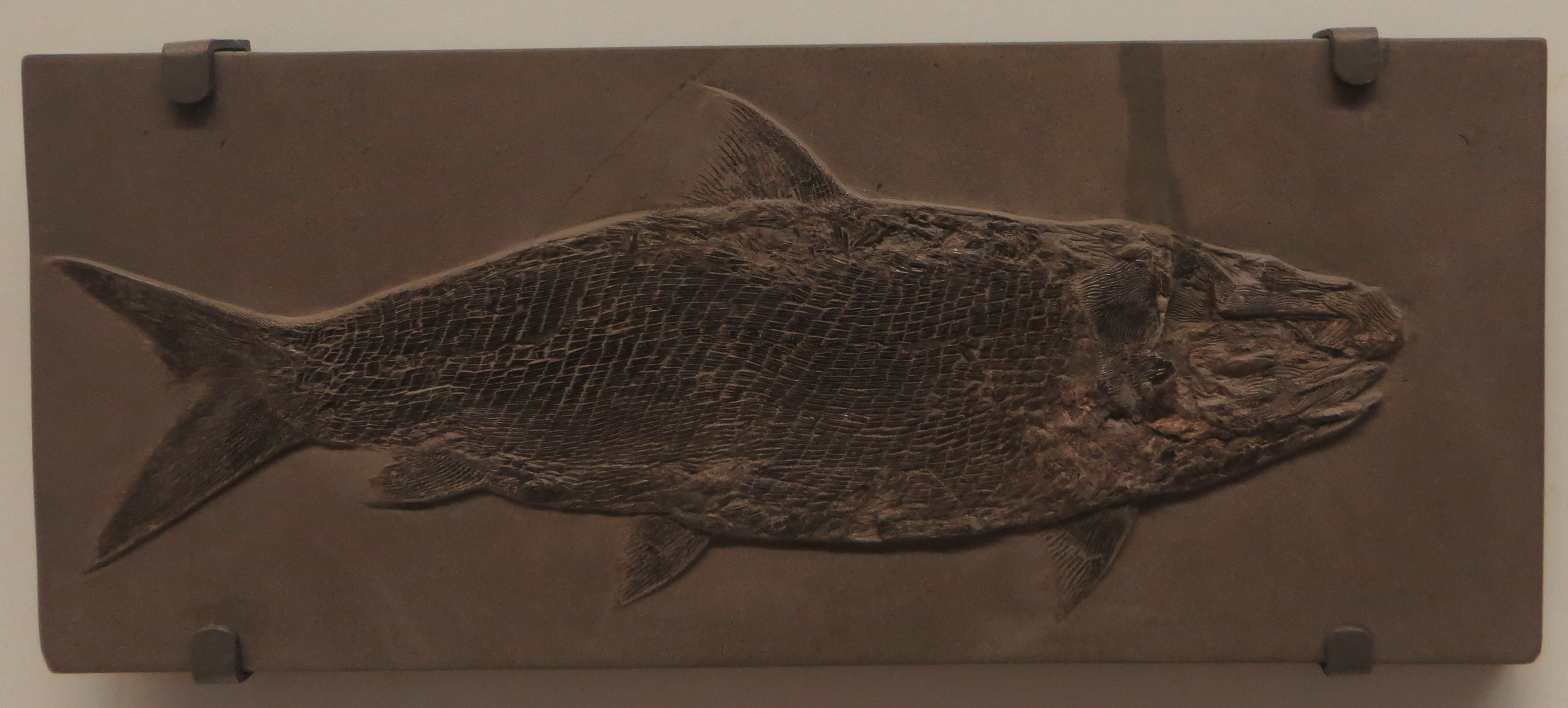
Fossile di Ptycholepis bollensis